# Beauronne
 Beauronne  (en occitano Beurona) es una población y comuna francesa, situada en la región de Aquitania, departamento de Dordoña, en el distrito de Périgueux y cantón de Neuvic (Dordoña).

## Demografía
| 450 | 412 | 350 | 340 | 328 | 310 |
| Para los censos de 1962 a 1999 la población legal corresponde a la población sin duplicidades (Fuente: INSEE [Consultar]) |     |     |     |     |     |